# Polyplax indica
Polyplax indica är en insektsart som beskrevs av Gaurav K. Mishra och Kulkami 1974. Polyplax indica ingår i släktet Polyplax och familjen ledlöss. Inga underarter finns listade i Catalogue of Life.